# Teorema d'Ehrenfest
El teorema d'Ehrenfest, que rep el nom del físic teòric austríac Paul Ehrenfest, relaciona la derivada temporal dels valors esperats dels operadors de posició i moment x i p amb el valor esperat de la força. {\displaystyle F=-V'(x)} sobre una partícula massiva que es mou en un potencial escalar {\displaystyle V(x)},
| {\displaystyle m{\frac {d}{dt}}\langle x\rangle =\langle p\rangle ,\;\;{\frac {d}{dt}}\langle p\rangle =-\left\langle V'(x)\right\rangle ~.} |El teorema d'Ehrenfest és un cas especial d'una relació més general entre l'esperança de qualsevol operador mecànic quàntic i l'esperació del commutador d'aquest operador amb l'hammiltonià del sistema| {\displaystyle {\frac {d}{dt}}\langle A\rangle ={\frac {1}{i\hbar }}\langle [A,H]\rangle +\left\langle {\frac {\partial A}{\partial t}}\right\rangle ~,} |on A és un operador de mecànica quàntica i ⟨A⟩ és el seu valor esperat.
És més evident a la imatge de Heisenberg de la mecànica quàntica, on és només el valor esperat de l'equació de moviment de Heisenberg. Proporciona suport matemàtic al principi de correspondència.
La raó és que el teorema d'Ehrenfest està estretament relacionat amb el teorema de Liouville de la mecànica hamiltoniana, que implica el suport de Poisson en lloc d'un commutador. La regla general de Dirac suggereix que les afirmacions de la mecànica quàntica que contenen un commutador corresponen a les afirmacions de la mecànica clàssica on el commutador és suplantat per un suport de Poisson multiplicat per iħ. Això fa que els valors d'expectativa de l'operador obeeixin a les equacions clàssiques de moviment corresponents, sempre que l'hammiltonià sigui com a màxim quadràtic en les coordenades i moments. En cas contrari, les equacions d'evolució encara poden mantenir aproximadament, sempre que les fluctuacions siguin petites.

## Relació amb la física clàssica
Tot i que, a primera vista, podria semblar que el teorema d'Ehrenfest diu que els valors d'expectativa de la mecànica quàntica obeeixen a les equacions clàssiques de moviment de Newton, aquest no és realment el cas. Si la parella {\displaystyle (\langle x\rangle ,\langle p\rangle )} si es compleix la segona llei de Newton, el costat dret de la segona equació hauria de ser {\displaystyle -V'\left(\left\langle x\right\rangle \right),} que normalment no és el mateix que {\displaystyle -\left\langle V'(x)\right\rangle .} Si per exemple, el potencial {\displaystyle V(x)} és cúbic, (és a dir, proporcional a {\displaystyle x^{3}}), aleshores {\displaystyle V'} és quadràtica (proporcional a {\displaystyle x^{2}}). Això vol dir, en el cas de la segona llei de Newton, el costat dret estaria en forma de {\displaystyle \langle x\rangle ^{2}}, mentre que al teorema d'Ehrenfest està en forma de {\displaystyle \langle x^{2}\rangle }. La diferència entre aquestes dues magnituds és el quadrat de la incertesa en {\displaystyle x} i, per tant, és diferent de zero.
Es produeix una excepció en el cas que les equacions clàssiques del moviment siguin lineals, és a dir, quan {\displaystyle V} és quadràtica i {\displaystyle V'} és lineal. En aquest cas especial, {\displaystyle V'\left(\left\langle x\right\rangle \right)} i {\displaystyle \left\langle V'(x)\right\rangle } estigui d'acord. Així, per al cas d'un oscil·lador harmònic quàntic, la posició esperada i el moment esperat segueixen exactament les trajectòries clàssiques.
Per a sistemes generals, si la funció d'ona està molt concentrada al voltant d'un punt {\displaystyle x_{0}}, doncs {\displaystyle V'\left(\left\langle x\right\rangle \right)} i {\displaystyle \left\langle V'(x)\right\rangle } serà gairebé el mateix, ja que tots dos seran aproximadament iguals a {\displaystyle V'(x_{0})}. En aquest cas, la posició esperada i l'impuls esperat seguiran aproximadament les trajectòries clàssiques, almenys durant el temps que la funció d'ona es mantingui localitzada en posició.

## Derivació a la imatge de Schrödinger
Suposem que algun sistema està actualment en un estat quàntic Φ. Si volem conèixer la derivada temporal instantània del valor esperat de A, és a dir, per definició {\displaystyle {\begin{aligned}{\frac {d}{dt}}\langle A\rangle &={\frac {d}{dt}}\int \Phi ^{*}A\Phi \,d^{3}x\\&=\int \left({\frac {\partial \Phi ^{*}}{\partial t}}\right)A\Phi \,d^{3}x+\int \Phi ^{*}\left({\frac {\partial A}{\partial t}}\right)\Phi \,d^{3}x+\int \Phi ^{*}A\left({\frac {\partial \Phi }{\partial t}}\right)\,d^{3}x\\&=\int \left({\frac {\partial \Phi ^{*}}{\partial t}}\right)A\Phi \,d^{3}x+\left\langle {\frac {\partial A}{\partial t}}\right\rangle +\int \Phi ^{*}A\left({\frac {\partial \Phi }{\partial t}}\right)\,d^{3}x\end{aligned}}} on ens estem integrant en tot l'espai. Si apliquem l'equació de Schrödinger, trobem que {\displaystyle {\frac {\partial \Phi }{\partial t}}={\frac {1}{i\hbar }}H\Phi }Prenent el conjugat complex trobem {\displaystyle {\frac {\partial \Phi ^{*}}{\partial t}}=-{\frac {1}{i\hbar }}\Phi ^{*}H^{*}=-{\frac {1}{i\hbar }}\Phi ^{*}H.}
Nota H = H ∗, perquè l'Hamiltonià és hermitià. Si posem això a l'equació anterior, tenim
{\displaystyle {\frac {d}{dt}}\langle A\rangle ={\frac {1}{i\hbar }}\int \Phi ^{*}(AH-HA)\Phi ~d^{3}x+\left\langle {\frac {\partial A}{\partial t}}\right\rangle ={\frac {1}{i\hbar }}\langle [A,H]\rangle +\left\langle {\frac {\partial A}{\partial t}}\right\rangle .}
Sovint (però no sempre) l'operador A és independent del temps de manera que la seva derivada és zero i podem ignorar l'últim terme.